# Späte Bronzezeit
Als späte Bronzezeit bzw. Spätbronzezeit oder jüngere Bronzezeit wird der jüngste Abschnitt der Bronzezeit bezeichnet, was in Mitteleuropa etwa dem Zeitraum von 1300–800 v. Chr. entspricht (→ Bronzezeit (Mitteleuropa)). Mitunter finden sich für diesen Zeitraum bzw. Teile davon auch die Bezeichnungen „Jungbronzezeit“, „Endbronzezeit“ oder „Urnenfelderzeit“, die allgemein jedoch weniger gebräuchlich sind. Die späte Bronzezeit unterscheidet sich von der vorangegangenen mittleren Bronzezeit durch eine Veränderung der Grab- und Beigabensitten, sowie durch Änderungen in den Siedlungsstrukturen und einen Wandel im Formenschatz von Waffen, Werkzeugen und Keramik. Zu Beginn des 8. Jh. v. Chr. wurde die Spätbronzezeit von der frühen Eisenzeit abgelöst, welche sich besonders durch die bevorzugte Verwendung von Eisen als Material für Werkzeuge und Waffen auszeichnete.
In der späten Bronzezeit unterscheidet man im deutschsprachigen Raum mehrere größere Kulturgruppen mit unterschiedlichen regionalen Verbreitungsschwerpunkten. Dabei treten die Großgruppen der Urnenfelderkultur (vor allem in Süddeutschland), der Nordische Kreis und die Lausitzer Kultur besonders hervor. Daneben lassen sich insbesondere in Nordwestdeutschland und im Rheinland starke Einflüsse der westeuropäischen sog. Atlantischen Bronzezeitkulturen feststellen.

## Grabsitten
Die Grabsitten der unterschiedlichen kulturellen Großräume unterscheiden sich stark. Während im Süden Mitteleuropas große Urnenfriedhöfe („Urnenfelder“) das herausragende Merkmal bilden, werden in Nord- und Nordwestdeutschland z. T. weiterhin Grabhügel genutzt (z. B. in der Niederrheinischen Grabhügelkultur).

## Siedlungen
Über die Siedlungen der Spätbronzezeit ist in den meisten Gegenden relativ wenig bekannt. Dies liegt vor allem an der bisher eher geringen Ausgrabungstätigkeit in diesem Bereich. Es ist jedoch festzuhalten, dass zu dieser Zeit eine Wiederaufnahme der Siedlungstätigkeit in den Flusstälern stattfindet. Dabei haben die meisten Siedlungen die Gestalt kleiner Dörfer und Gehöfte. Die Ursache für die verstärkte Besiedlung der Flusstäler lässt sich in einem milderen Klima und in der verstärkten Nutzung der Gewässer als Verkehrs- und Handelswege vermuten.
Bei den Befestigungen wurden zumeist natürliche Schutzlagen ausgenutzt, so dass häufig Berg-, Hügelkuppen, Geländesporne oder Halbinseln besiedelt wurden. Diesen wurden künstliche Befestigungsanlagen hinzugefügt, wie z. B. Erdwälle. Unter den Befestigungsanlagen treten manche Höhensiedlungen besonders hervor, deren Lage an Verkehrswegen der Sicherung und Kontrolle dieser gedient zu haben scheint.
Die allermeisten Siedlungen jedoch dienten primär dem Ackerbau. Dabei ist in der späten Bronzezeit der Anbau von Zwergweizen, Gerste, Emmer, Dinkel, Einkorn, Erbsen, Ackerbohnen, Linsen, Leinen und in geringem Umfang von Salat, Obst und Gemüse nachgewiesen.
Des Weiteren wurde Viehzucht betrieben, wobei Rinder gleichermaßen als Arbeits- und Nahrungstiere, Schweine, Schafe und Ziegen vor allem als Nahrungstiere, sowie Pferde als Transportmittel und vielleicht auch als Statussymbol gezüchtet wurden.

## Keramik
Die Töpferei erreichte einen hohen technischen Stand. Die Keramik war teilweise bemalt. Drehscheibenkeramik kam in der mitteleuropäischen Spätbronzezeit noch nicht vor, da die Töpferscheibe in Mitteleuropa erst seit der Eisenzeit verwendet wurde. Eine nähere Beschreibung der spätbronzezeitlichen Keramik ist nur für die einzelnen Kulturen möglich.

## Chronologie
Die noch heute für weite Teile Mitteleuropas gebräuchliche chronologische Gliederung der Spätbronzezeit geht auf die Arbeiten Paul Reineckes vom Beginn des 20. Jahrhunderts zurück. Er unterteilte den heute gemeinhin als Spätbronzezeit bezeichneten Zeitraum aufgrund von Veränderungen im archäologischen Fundgut in die Stufen „Bronzezeit D“ (Bz D), „Hallstatt A“ (Ha A) und „Hallstatt B“ (Ha B), wobei er die letzten beiden Zeitstufen wegen des vereinzelten Vorkommens von Eisengegenständen ursprünglich noch der Eisenzeit zurechnete. Eine weitere Unterteilung der Stufen Ha A und Ha B wurde später u. a von Hermann Müller-Karpe versucht. Die heute vielfach übliche Untergliederung in Ha A1, Ha A2, Ha B1 und Ha B2/3 geht in ihren Grundzügen auf die Arbeiten dieses Forschers zurück.
Sie umfasst die Zeitabschnitte:
| Relative Chronologie | Absolute Chronologie    |
| -------------------- | ----------------------- |
| Bz D                 | ca. 1300 – 1200 v. Chr. |
| Ha A1                | ca. 1200 – 1100 v. Chr. |
| Ha A2                | ca. 1100 – 1050 v. Chr. |
| Ha B1                | ca. 1050 – 0950 v. Chr. |
| Ha B2                | ca. 0950 – 0880 v. Chr. |
| Ha B3                | ca. 0880 – 0800 v. Chr. |

Dabei ist besonders die Abgrenzung der Zeitstufen Ha B2 und Ha B3 in der Forschung nach wie vor umstritten. Für die einzelnen regionalen Kulturgruppen weichen die chronologischen Gliederungvorschläge zudem z. T. mehr oder weniger stark von diesem Schema ab, orientieren sich allerdings meistens in irgendeiner Form an dieser „klassischen“ Gliederung nach P. Reinecke und H. Müller-Karpe.

## Kulturgruppen

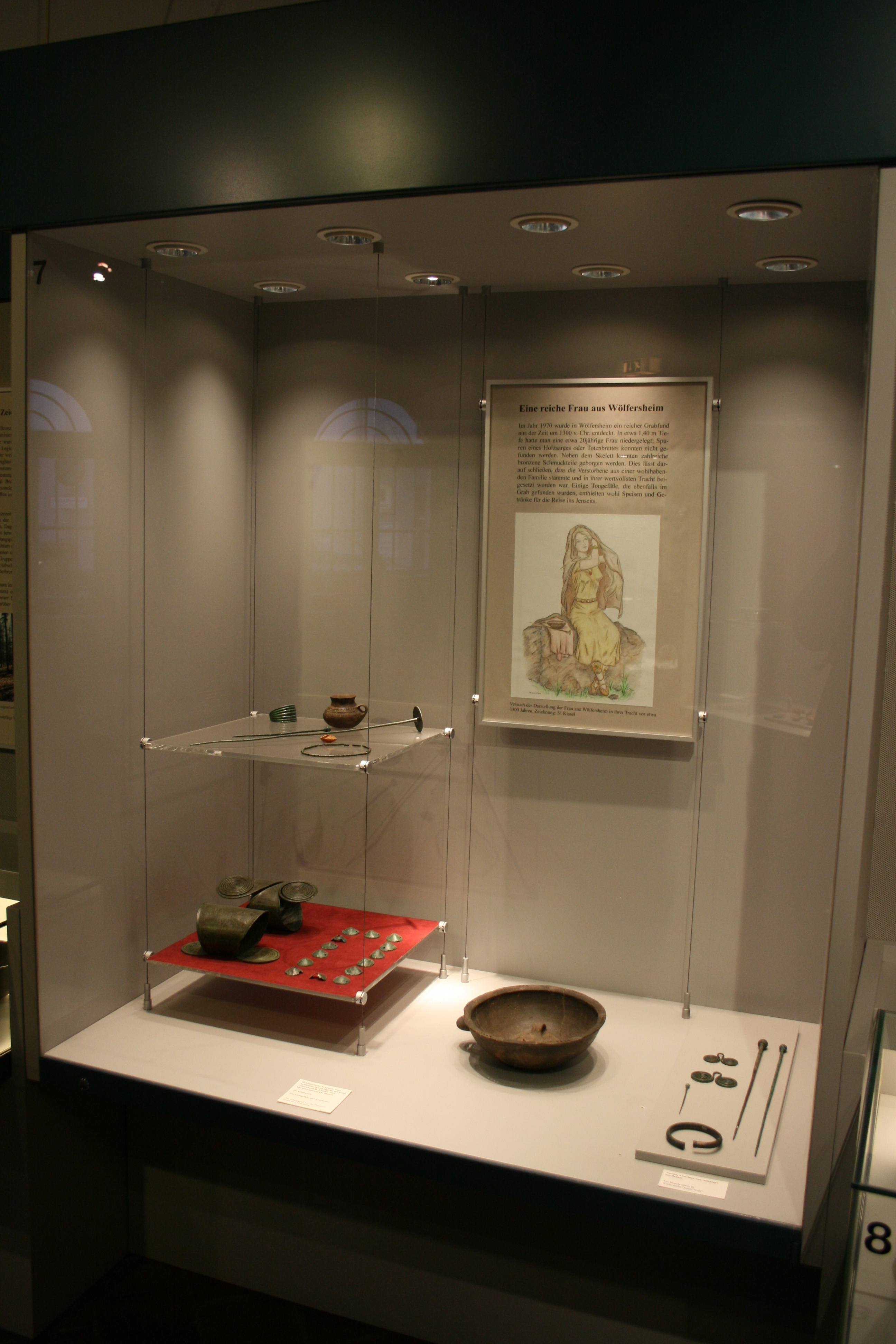
Frauengrab aus Wölfersheim im Wetterau-Museum in Friedberg, namensgebend für die Stufe Wölfersheim

Die wichtigsten Kulturen der Spätbronzezeit im deutschsprachigen Raum umfassen Teile des Nordischen Kreises, der Lausitzer Kultur und der Urnenfelderkultur, die sich aufgrund von regionalen Unterschieden im archäologischen Fundmaterial jeweils noch kleinräumiger untergliedern lassen. Wichtige Untergruppen der Urnenfelderkultur sind dabei z. B. die Rheinisch-Schweizerische Gruppe und die Untermainisch-Schwäbische Gruppe. Deutliche Einflüsse der Urnenfelderkultur zeigt auch die ältere Niederrheinische Grabhügelkultur. Zum Nordischen Kreis oder zu dessen Einflussgebiet zählen dagegen die Stader Gruppe, die Ems-Hunte-Gruppe, die Lüneburger Gruppe und die Allermündungs-Gruppe, die z. T. aber auch deutliche Einflüsse aus dem Bereich der Lausitzer Kultur erkennen lassen, zu deren engerem Bereich etwa die Unstrutgruppe, die Helmsdorfer Gruppe sowie die Saalemündungs-Gruppe gehören. Jüngere Forschungsergebnisse rund um das Grabungsschutzgebiet „Königsgrab von Seddin“ bezeichnen außerdem den Ritualraum der „Herren von Seddin“ als eine der bedeutendsten Stätten der späten Bronzezeit im nördlichen Mitteleuropa.

## Soziale Verhältnisse
Einblicke in die sozialen Verhältnisse der Spätbronzezeit lassen sich vor allem über die Grabfunde gewinnen. Paarweise Bestattungen lassen auf das Vorhandensein von Eheverhältnissen schließen. Trotz der Verwendung von unterschiedlichen Urnenformen für Männer und Frauen besteht prinzipiell eine Gleichwertigkeit der Bestattungen. Es bleibt jedoch schwierig, anhand der Grabfunde Einblick in Bereiche wie Erbfolge und Verhältnisse zwischen den einzelnen Familien und den Sozialverbänden zu gewinnen. Auch soziale Oberschichten lassen sich anhand der Grabfunde, genauer gesagt, der Beigaben erkennen. Allerdings bleiben Einblicke in die Herrschafts- und Gesellschaftsformen anhand des vorhandenen Materials wenig eindeutig. Die durchschnittliche Lebenserwartung eines Erwachsenen betrug damals 40–45 Jahre.

## Bedeutende Bodendenkmäler
Die für den mittleren und späten Abschnitt der Spätbronzezeit (und der frühen Eisenzeit) namengebende Stadt Hallstatt weist in ihrer Umgebung einige sehenswerte Bodendenkmäler und Museen auf.
Die „Schwedenschanze“ von Lossow bei Frankfurt (Oder) ist eine der bedeutendsten Befestigungsanlage der Lausitzer Kultur.
Das Königsgrab von Seddin gilt als die bedeutendste bronzezeitliche Grabanlage des 9. Jahrhunderts vor Christus im nördlichen Mitteleuropa.